# 中国人民解放军空军研究院
中国人民解放军空军研究院，位于北京市海淀区安宁庄路11号，是中国人民解放军空军直属单位，是中国人民解放军空军最高科研机构。

## 简介
2004年2月2日，中国人民解放军空军装备研究院组建大会在北京召开。到2010年时，该院科技干部占干部总数88.9％，拥有中国工程院院士、空军首席专家1人（甘晓华），空军级专家、高层次人才300多人，全院有已建和在建的实验室50多个。该院自组建至2010年，每年承担科研任务超过1000项。
2009年秋，第四届全国杰出专业技术人才表彰大会在北京人民大会堂举行，空军装备研究院总工程师甘晓华作为中国人民解放军唯一的个人代表，获“全国杰出专业技术人才”荣誉称号。
2017年7月19日，新调整组建的军事科学院、国防大学、国防科技大学成立大会暨军队院校、科研机构、训练机构主要领导座谈会在北京八一大楼举行，中共中央总书记、国家主席、中央军委主席习近平向军事科学院、国防大学、国防科技大学授军旗、致训词，出席座谈会并发表讲话。
2017年7月20日，中国人民解放军空军研究院成立大会在北京举行，中央军委委员、空军司令员马晓天将中国人民解放军军旗授予该院院长李铁石、政委韩宪锋。授旗仪式后，马晓天在讲话中表示，中国人民解放军空军研究院正式成立，是空军院校、科研机构、训练机构改革的关键内容，是空军建设发展史上的大事，是推进空军战略转型、向世界一流空军迈进的重要举措。

## 机构设置
- 航空兵研究所
- 系统工程研究所
- 战略预警研究所
- 特种勤务研究所
- 建设发展研究所

……

## 历任领导
中国人民解放军空军装备研究院
| 院长 - 魏钢 空军少将（2004年2月—2004年12月） - 吕刚 空军少将（2004年12月—2010年） - 孙传英 空军少将（2010年—2016年） - 李铁石 空军少将（2016年—2017年） | 政治委员 - 刘国栋 空军少将（？—2011年） - 何立国 空军少将（2011年—2016年） - 刘艳勋 空军少将（2016年—2017年） |

中国人民解放军空军研究院
| 院长 - 李铁石 空军少将（2017年7月—） | 政治委员 - 韩宪锋 空军少将（2017年7月—） |